# Ateroesclerosi
|  | No s'ha de confondre amb Arterioesclerosi. |

L'ateroesclerosi és un trastorn en què s'engruixeix la paret de l'artèria, formant plaques d'ateroma en el seu interior. Inicialment, generalment no hi ha símptomes. Pot produir malaltia de les artèries coronàries, ictus, malaltia de les artèries perifèriques o problemes renals, depenent de quines artèries estan afectades. Si es produeixen els símptomes, generalment no comencen fins a mitjana edat.
Actualment, l'ateroesclerosi és la causa número 1 de mort i discapacitat al món desenvolupat. Tot i que es va descriure per primera vegada el 1575, hi ha proves que la malaltia ja es va produir en persones fa més de 5.000 anys.

## Causes
No se sap la causa exacta. Les plaques en gran part són a causa de l'acumulació de macròfags en la sang i facilitada per les lipoproteïnes de baixa densitat (LDL), sense l'eliminació compensatòria dels greixos i el colesterol pels macròfags, per mitjà de les lipoproteïnes d'alta densitat (HDL).

## Riscos i diagnòstic
Els factors de risc inclouen nivells anormals de colesterol, pressió arterial alta, diabetis, tabaquisme, obesitat, antecedents familiars i una dieta no saludable. La placa està formada per greixos, colesterol, calci i altres substàncies que es troben a la sang. L'estrenyiment de les artèries limita el flux de sang rica en oxigen a parts del cos. El diagnòstic es basa en un examen físic, electrocardiograma i prova d'esforç, entre d'altres.

## Prevenció i tractament
La prevenció consisteix generalment en menjar una dieta saludable, fer exercici físic, no fumar i mantenir un pes normal. El tractament de la malaltia establerta pot incloure medicaments per disminuir el colesterol com estatines, medicaments per a la pressió arterial o medicaments que disminueixen la coagulació, com l'àcid acetil salicílic. També es poden dur a terme diversos procediments com ara la intervenció coronària percutània, l'empelt de coronàries i l'endarterectomia carotídia.

## Epidemiologia

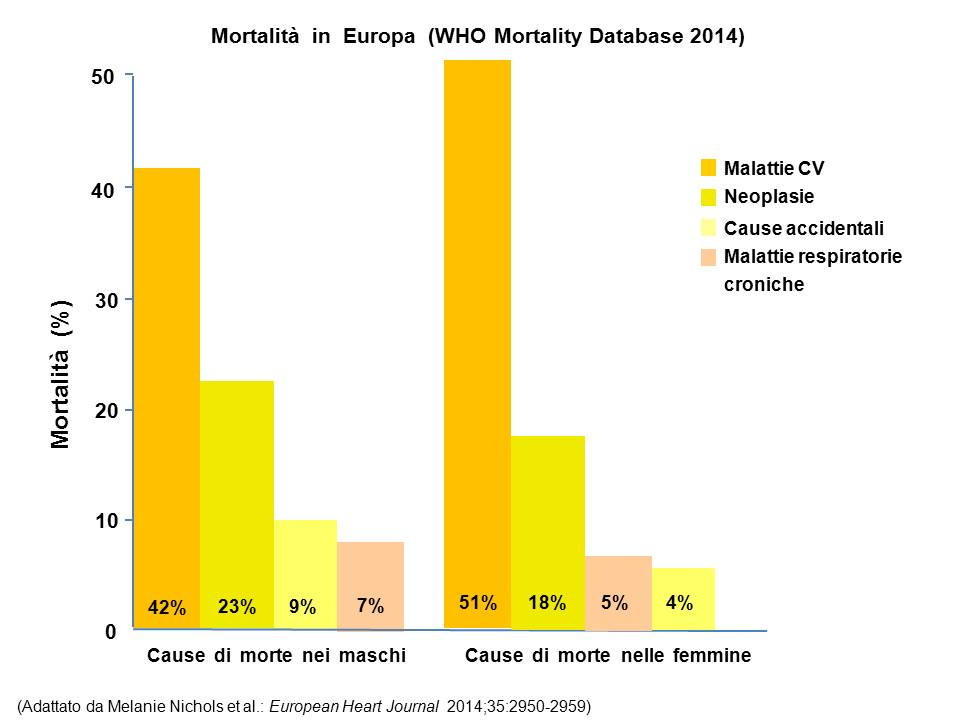

L'ateroesclerosi s'inicia generalment quan una persona és jove, i empitjora amb l'edat. Gairebé totes les persones es veuen afectades fins a cert grau als 65 anys.
Alguns estudis epidemiològics suggereixen que la inflamació podria tenir un paper clau en l'aparició de l'ateroesclerosi, ja que aquesta és més freqüent després d'una infecció recent.